# Bolívia a la Copa del Món de futbol
Aquest és el registre dels resultats de Bolívia a la Copa del Món. Bolívia no ha estat mai campiona del món, i no ha passat mai de la primera fase.

## Resum d'actuacions
Campions      Finalistes      Tercers      Quarts
| Historial a la Copa del Món | Historial a la Copa del Món | Historial a la Copa del Món | Historial a la Copa del Món | Historial a la Copa del Món | Historial a la Copa del Món | Historial a la Copa del Món | Historial a la Copa del Món | Historial a la Copa del Món |
| Edició                      | Ronda                       | Posició                     | PJ                          | PG                          | PE                          | PP                          | GF                          | GC                          |
| --------------------------- | --------------------------- | --------------------------- | --------------------------- | --------------------------- | --------------------------- | --------------------------- | --------------------------- | --------------------------- |
| 1930                        | Primera fase                | 12s                         | 2                           | 0                           | 0                           | 2                           | 0                           | 8                           |
| 1934                        | No hi participà             | No hi participà             | No hi participà             | No hi participà             | No hi participà             | No hi participà             | No hi participà             | No hi participà             |
| 1938                        | No hi participà             | No hi participà             | No hi participà             | No hi participà             | No hi participà             | No hi participà             | No hi participà             | No hi participà             |
| 1950                        | Primera fase                | 13s                         | 1                           | 0                           | 0                           | 1                           | 0                           | 8                           |
| 1954                        | No fou admesa per la FIFA   | No fou admesa per la FIFA   | No fou admesa per la FIFA   | No fou admesa per la FIFA   | No fou admesa per la FIFA   | No fou admesa per la FIFA   | No fou admesa per la FIFA   | No fou admesa per la FIFA   |
| 1958                        | No es classificà            | No es classificà            | No es classificà            | No es classificà            | No es classificà            | No es classificà            | No es classificà            | No es classificà            |
| 1962                        | No es classificà            | No es classificà            | No es classificà            | No es classificà            | No es classificà            | No es classificà            | No es classificà            | No es classificà            |
| 1966                        | No es classificà            | No es classificà            | No es classificà            | No es classificà            | No es classificà            | No es classificà            | No es classificà            | No es classificà            |
| 1970                        | No es classificà            | No es classificà            | No es classificà            | No es classificà            | No es classificà            | No es classificà            | No es classificà            | No es classificà            |
| 1974                        | No es classificà            | No es classificà            | No es classificà            | No es classificà            | No es classificà            | No es classificà            | No es classificà            | No es classificà            |
| 1978                        | No es classificà            | No es classificà            | No es classificà            | No es classificà            | No es classificà            | No es classificà            | No es classificà            | No es classificà            |
| 1982                        | No es classificà            | No es classificà            | No es classificà            | No es classificà            | No es classificà            | No es classificà            | No es classificà            | No es classificà            |
| 1986                        | No es classificà            | No es classificà            | No es classificà            | No es classificà            | No es classificà            | No es classificà            | No es classificà            | No es classificà            |
| 1990                        | No es classificà            | No es classificà            | No es classificà            | No es classificà            | No es classificà            | No es classificà            | No es classificà            | No es classificà            |
| 1994                        | Primera fase                | 21s                         | 3                           | 0                           | 1                           | 2                           | 1                           | 4                           |
| 1998                        | No es classificà            | No es classificà            | No es classificà            | No es classificà            | No es classificà            | No es classificà            | No es classificà            | No es classificà            |
| 2002                        | No es classificà            | No es classificà            | No es classificà            | No es classificà            | No es classificà            | No es classificà            | No es classificà            | No es classificà            |
| 2006                        | No es classificà            | No es classificà            | No es classificà            | No es classificà            | No es classificà            | No es classificà            | No es classificà            | No es classificà            |
| 2010                        | No es classificà            | No es classificà            | No es classificà            | No es classificà            | No es classificà            | No es classificà            | No es classificà            | No es classificà            |
| 2014                        | No es classificà            | No es classificà            | No es classificà            | No es classificà            | No es classificà            | No es classificà            | No es classificà            | No es classificà            |
| 2018                        | No es classificà            | No es classificà            | No es classificà            | No es classificà            | No es classificà            | No es classificà            | No es classificà            | No es classificà            |
| 2022                        | No es classificà            | No es classificà            | No es classificà            | No es classificà            | No es classificà            | No es classificà            | No es classificà            | No es classificà            |
| 2026                        | Pendent                     | Pendent                     | Pendent                     | Pendent                     | Pendent                     | Pendent                     | Pendent                     | Pendent                     |
| 2030                        | Pendent                     | Pendent                     | Pendent                     | Pendent                     | Pendent                     | Pendent                     | Pendent                     | Pendent                     |
| 2034                        | Pendent                     | Pendent                     | Pendent                     | Pendent                     | Pendent                     | Pendent                     | Pendent                     | Pendent                     |
| Total                       | Primera fase                | Primera fase                | 6                           | 0                           | 1                           | 5                           | 1                           | 20                          |

## Uruguai 1930

### Primera fase: Grup 2
| Pos | Equip      | PJ | PG | PE | PP | GF | GC | DG | Pts | Classificació       |
| --- | ---------- | -- | -- | -- | -- | -- | -- | -- | --- | ------------------- |
| 1   | Iugoslàvia | 2  | 2  | 0  | 0  | 6  | 1  | +5 | 4   | Avança a semifinals |
| 2   | Brasil     | 2  | 1  | 0  | 1  | 5  | 2  | +3 | 2   |                     |
| 3   | Bolívia    | 2  | 0  | 0  | 2  | 0  | 8  | −8 | 0   |                     |

| Iugoslàvia                                      | 4–0     | Bolívia |
| ----------------------------------------------- | ------- | ------- |
| Bek 60', 67' · Marjanović 65' · Vujadinović 85' | Informe |         |

| Brasil                                          | 4–0     | Bolívia |
| ----------------------------------------------- | ------- | ------- |
| Bek 60', 67' · Marjanović 65' · Vujadinović 85' | Informe |         |

## Brasil 1950

### Primera fase: Grup 4
| Pos | Equip   | PJ | PG | PE | PP | GF | GC | DG | Pts | Classificació            |
| --- | ------- | -- | -- | -- | -- | -- | -- | -- | --- | ------------------------ |
| 1   | Uruguai | 1  | 1  | 0  | 0  | 8  | 0  | +8 | 2   | Avança a la segona fase  |
| 2   | Bolívia | 1  | 0  | 0  | 1  | 0  | 8  | −8 | 0   |                          |
| 3   | França  | 0  | 0  | 0  | 0  | 0  | 0  | 0  | 0   | Renuncià a participar-hi |

| Uruguai                                                                          | 8–0     | Bolívia |
| -------------------------------------------------------------------------------- | ------- | ------- |
| Míguez 14', 40', 51' · Vidal 18' · Schiaffino 23', 54' · Pérez 83' · Ghiggia 87' | Informe |         |